# George Cavendish, Bá tước thứ 1 xứ Burlington
George Augustus Henry Cavendish, Bá tước thứ 1 xứ Burlington (31 tháng 3 năm 1754 - 9 tháng 5 năm 1834), là một quý tộc và chính trị gia người Anh. Trước năm 1831, ông được gọi là Lãnh chúa George Cavendish, sau đó với thành tựu hiển hách của mình, đã được trao tước phong Bá tước xứ Burlington. Ông là người đã xây dựng nên Thương xá Burlington.

## Đầu đời
Georgie là con trai thứ ba của William Cavendish, Công tước thứ 4 xứ Devonshire và Charlotte Boyle, là con gái của Richard Boyle, Bá tước thứ 3 xứ Burlington của lần tấn phong đầu tiên, mà tước hiệu đã không còn người kế thừa vào năm 1753.

## Sự nghiệp chính trị
Georgie Cavendish đại diện cho Knaresborough trong Hạ Viện Anh từ năm 1775 đến năm 1780, đại diện cho vùng bầu cử Derby từ năm 1780 đến năm 1797 và cho Derbyshire từ năm 1797 đến năm 1831. Vào ngày 10 tháng 9 năm 1831, ông được nâng lên đẳng cấp quý tộc với tư cách là Nam tước Cavendish xứ Keighley, ở Hạt York, và Bá tước xứ Burlington.

## Thể thao
Ông có một niềm đam mê với môn đua ngựa.

## Gia phả

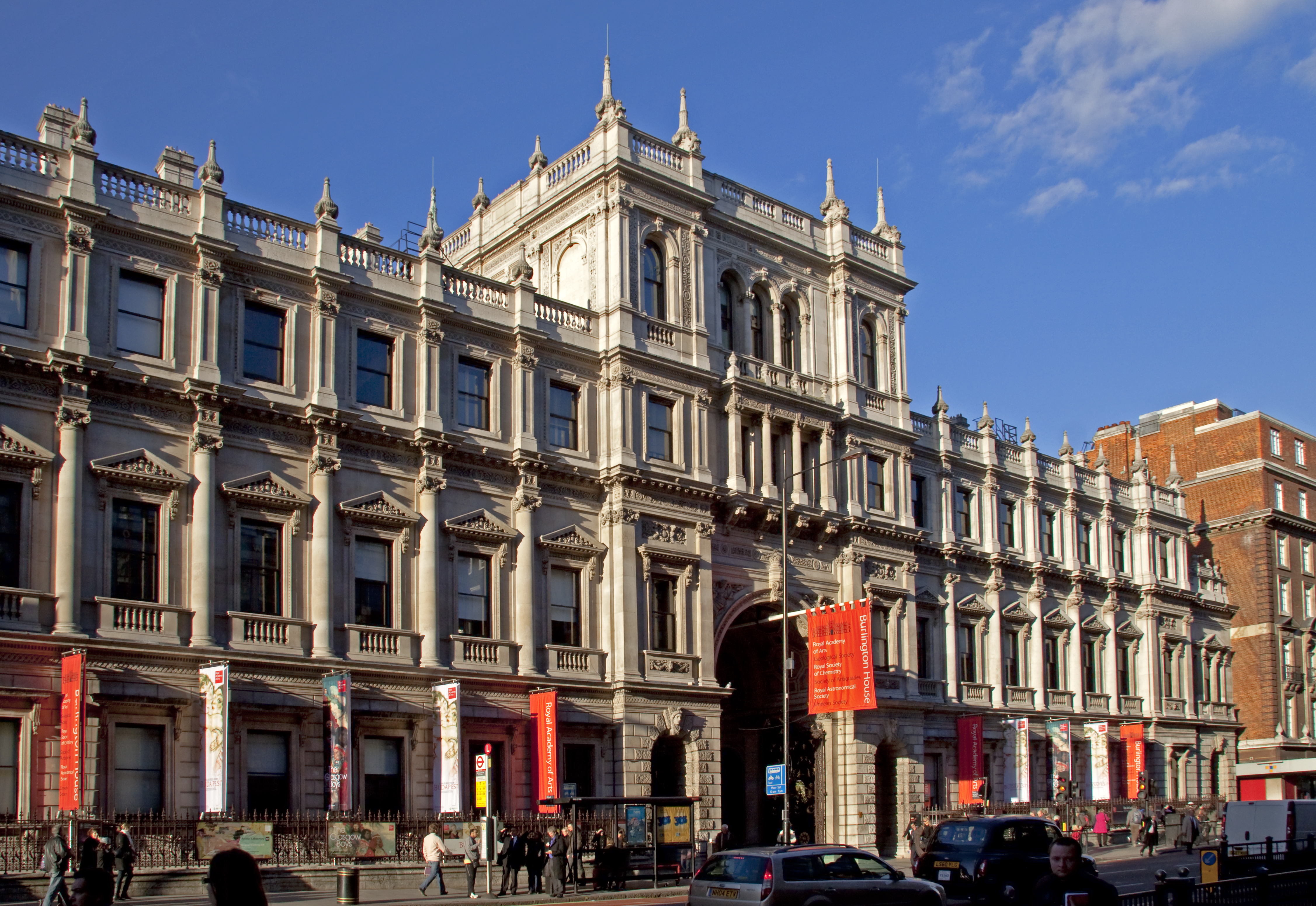
Burlington House ngày nay

Năm 1815, Lãnh chúa Burlington mua Burlington House ở Piccadilly từ cháu trai của ông, Công tước thứ sáu xứ Devonshire. Với kiến trúc sư Samuel Ware, ông đã thực hiện một số sửa đổi đáng kể cho ngôi nhà, bao gồm cả việc xây dựng Thương xá Burlington dọc theo hướng tây. Ông qua đời tại Burlington House năm 1834 và được chôn cất tại nhà thờ All Saint's, Derby. Tài sản được chuyển cho góa phụ là vợ ông và vào cái chết của bà vào năm 1835 chuyển quyền cho con trai của họ Charles.
Ông kết hôn với Lady Elizabeth Compton, đứa con duy nhất của Charles Compton, Bá tước thứ 7 xứ Northampton, vào ngày 27 tháng 2 năm 1782 tại London. Họ có ít nhất 11 người con, trong đó 6 người con sống sót đến tuổi trưởng thành.

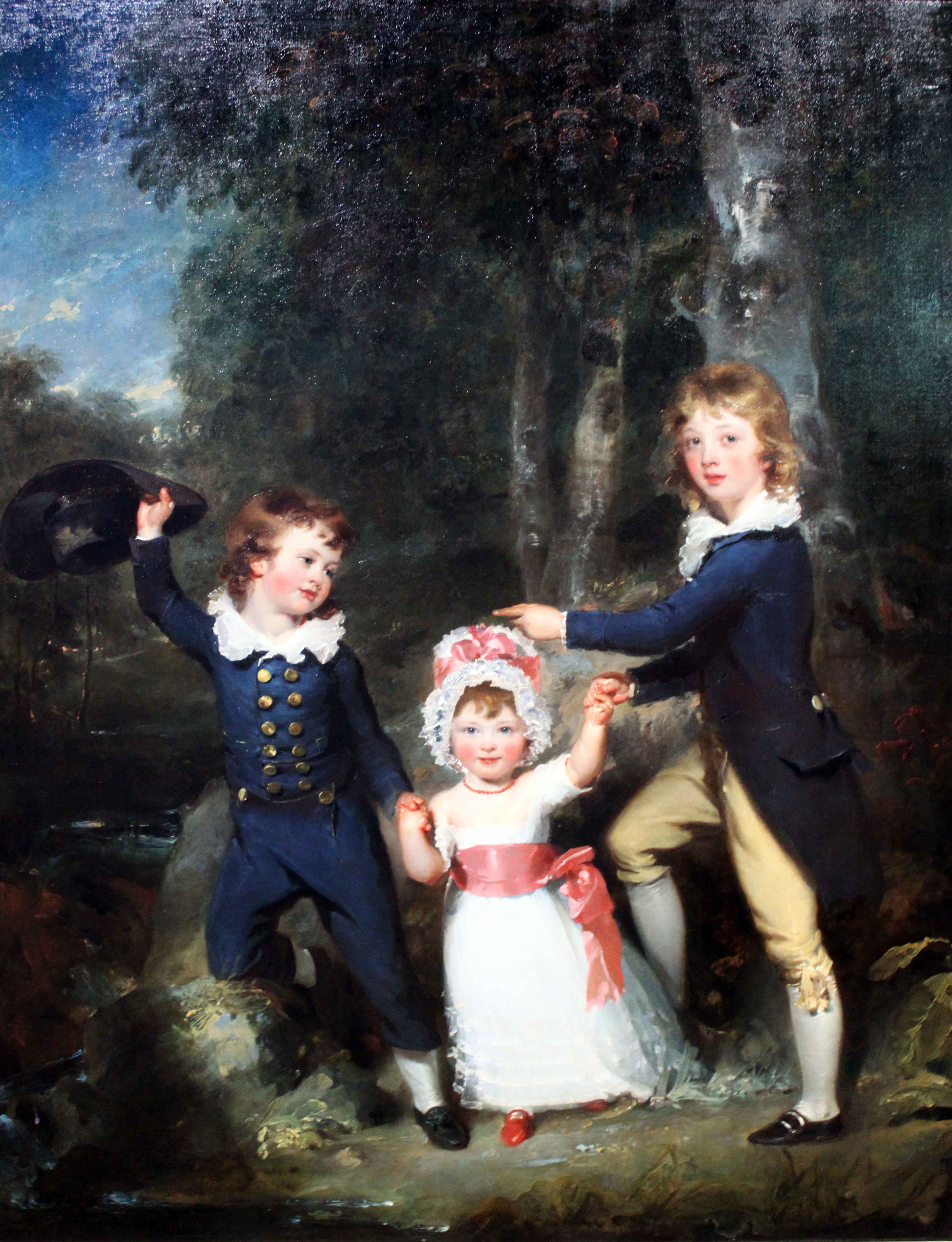
Chân dung những đứa trẻ của Lord George Cavendish, từ trái sang phải gồm George, Anne (sau này là Lady FitzRoy) và William

- William Cavendish (10 tháng 1 năm 1783 - 17 tháng 1 năm 1812)
- George Henry Compton Cavendish (14 tháng 10 năm 1784 - 22 tháng 1 năm 1809)
- Elizabeth Dorothy Cavendish (12 tháng 6 năm 1786 - 17 tháng 9 năm 1786)
- Lady Anne Cavendish (11 tháng 11 năm 1787 - 17 tháng 5 năm 1871), kết hôn với Lãnh chúa Charles FitzRoy, con trai thứ của Công tước thứ tư của Grafton
- Hon. Henry Frederick Compton Cavendish (5 tháng 11 năm 1789 - 5 tháng 4 năm 1873), kết hôn với Sarah Fawkener, Frances Susan Lambton và Susanna Emma Byerlie
- Elizabeth Cavendish (13 tháng 3 năm 1792 - 26 tháng 5 năm 1794)
- Hon. Charles Compton Cavendish (28 tháng 8 năm 1793 - 10 tháng 11 năm 1863) kết hôn với Phu nhân Catherine Gordon, con gái của Hầu tước thứ 9 của Huntly (tước hiệu Nam tước Chesham được tạo ra)
- Mary Louisa Cavendish (6 tháng 3 năm 1795 - 7 tháng 6 năm 1795)
- Lady Caroline Cavendish (5 tháng 4 năm 1797 - 9 tháng 1 năm 1867)
- Frederick Compton Cavendish (28 tháng 10 năm 1801 - 27 tháng 1 năm 1802)
- Charlotte Cavendish (23 tháng 4 năm 1803 - 1 tháng 7 năm 1803)

Người thừa kế rõ ràng, con trai ông là William Cavendish, Bá tước thứ hai xứ Burlington.